# گارگین هاروتیونوف
گارگین هاروتیونوف (انگلیسی: Karekin Arutyunov; اوکراینی: Гарегі́н Рафае́лович Арутю́нов؛ زادهٔ ۲۹ دسامبر ۱۹۶۴) یک سیاست‌مدار و کارآفرین ارمنی‌تبار اهل گرجستان-اوکراین است. وی نماینده سابق مجلس اوکراین بود. از سال ۱۹۹۵ تا کنون ریاست جماعت ارمنیان پراکنده در دنیپرو را بر عهده دارد. از سال ۱۹۹۸ عضو حزب میهن است و از نوامبر ۲۰۰۷ تا دسامبر ۲۰۱۲ نماینده مجلس اوکراین بود.